# Forficulidae
Forficulidae é uma famíla da classe dos insectos que engloba cerca de um quarto dos dermápteros, com quase 50 espécies, entre as quais se inclui a Forficula auricularia, conhecida vulgarmente por bicha-cadela. 
O seu tamanho varia entre 14 a 24 mm.

## Fonte
- Daniel Briceño